# Nico von Lerchenfeld

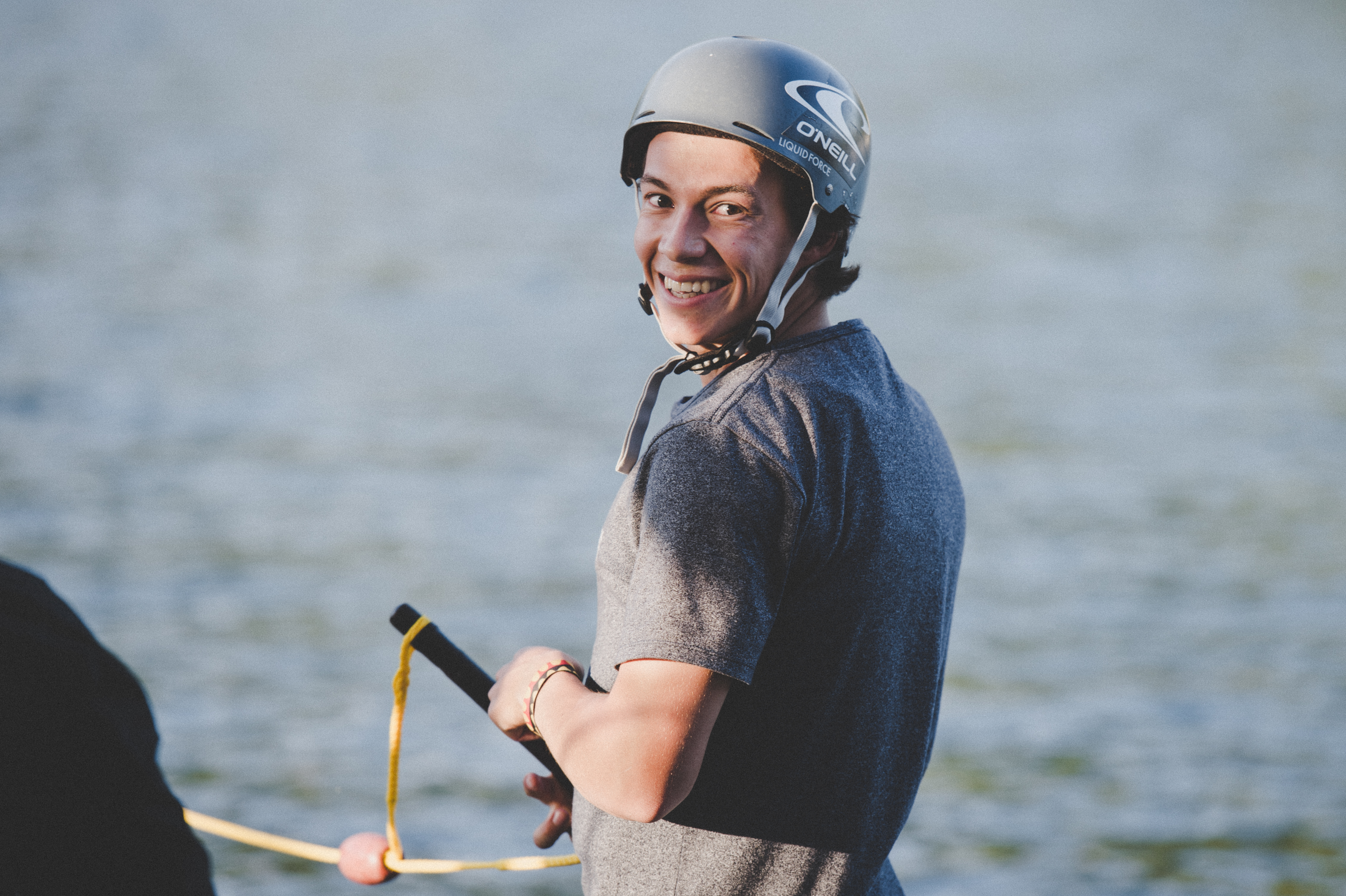
Nico von Lerchenfeld

Nico von Lerchenfeld (* 28. Dezember 1992) ist ein deutscher Wakeboarder.

## Sportliche Karriere

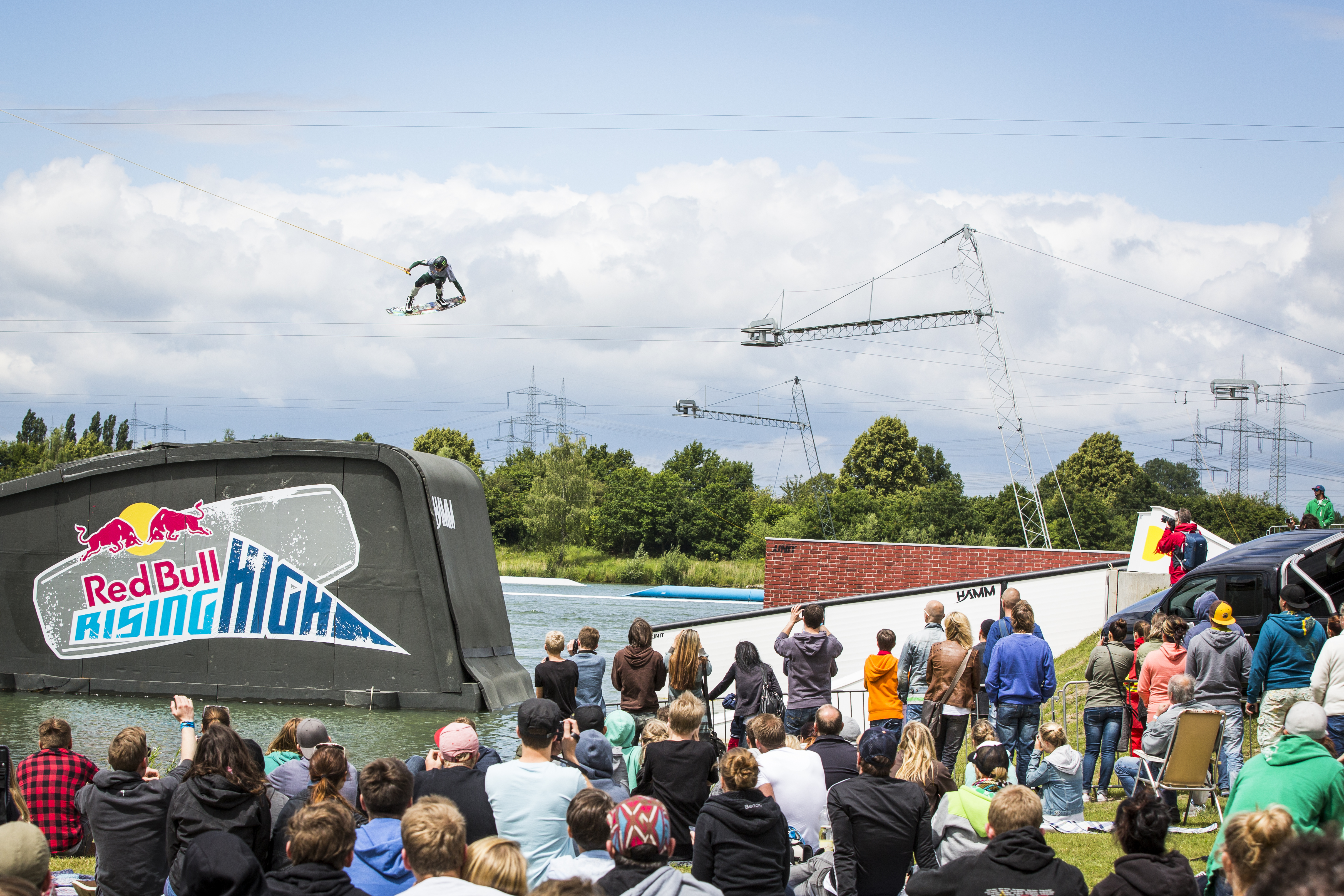
Red Bull Rising High 2014

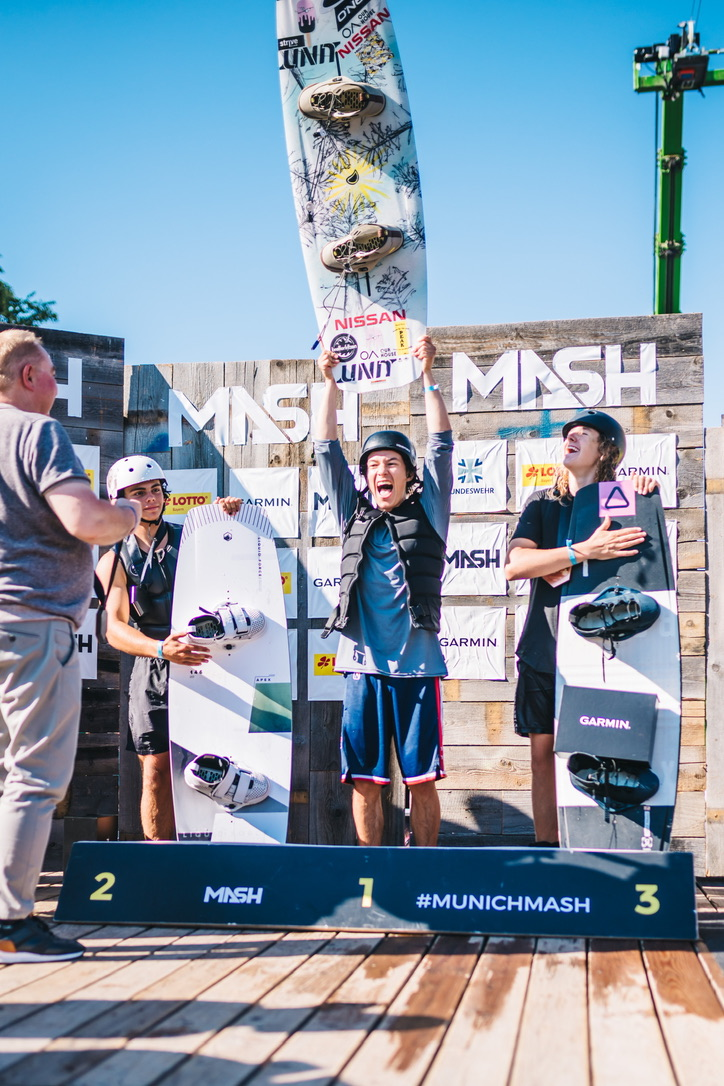
1. Munich Mash 2022

Bereits seit seinem sechsten Lebensjahr ist Lerchenfeld Wakeboarder. Seine Familie führte damals eine Wakeboardanlage im Allgäu. Er ist professioneller Wakeboarder und aufgrund seiner Leistungen im internationalen Team von Liquid Force und O’Neill. 2009 wurde für ihn als ersten deutschen Fahrer ein eigenes Wakeboard entwickelt. 2010 gewann er als Newcomer den Red Bull Wake of Fame 2010 Event in Fort Lauderdale. 2011 gewann er „Wake The Line“ in Köln. Spätestens seit diesem Zeitpunkt gehört Lerchenfeld zu den erfolgreichsten Wakeboardern der Welt und unterstützt Nachwuchssportler in diesem Bereich. Er wird von der Deutschen Sporthilfe unterstützt. Seit 2018 arbeitet er zusätzlich, als Teammanager für das Europäische Liquid Force Team.
Lerchenfeld nahm 2017 an der Sendung Ninja Warrior Germany teil.
Seit 2019 studiert er an der Sporthochschule Köln Sportmanagement und Sportkommunikation.
Er ist bekannt für seine Videos unter anderem Epecuen in Villa Epecuén, eine argentinische Touristenstadt am Lago Epecuén die unter Wasser steht. 2021 entstand in Köln Cologne Floods, dass von seiner Frau gefilmt wurde.
2022 gewann Lerchenfeld die wichtige internationalen Veranstaltung, das Munich Mash in München.
Im gleichen Jahr wird er mit Wakeboard Campus als „Sporthilfe-Start-up des Jahres“ von der Werte-Stiftung gemeinsam mit der Deutschen Sporthilfe und der DKB ausgezeichnet.  2023 hat er seine Lernplattform Wakeboard Campus gestartet.
2023 kam Lerchenfeldt beim Munich Mash ins Finale und wurde Zweiter. Damit hat er als einziger internationaler Wakeboarder alle drei Medaillen gewonnen.
Seit 2024 leitet er zusätzlich das Our House Team, dass zu Deutschen Sporthilfe gehört und kümmert sich um die Extremsportler aus Deutschland.
Zusammen mit Liam Peacock gewann er 2025 den Team Contest beim Munich Mash, mit dem höchsten Score, den jemals ein Team errungen hat.

## Erfolge
- 1. Red Bull Wake of Fame 2010 in Fort Lauderdale
- 1. O’Neill Wake the Line 2011 Cologne Freestyle Weltmeisterschaft[15]
- 2. WWA World Championship Obstacles Only 2012
- 2. Red Bull Wake Open 2012
- 3. Red Bull Wake of Steel 2013
- 3. Fise World Montpelier[16]
- 1. Plastic Playground King of Vert 2014
- 2. Red Bull Rising High 2014
- 2. Fise World Montpelier
- 3. Red Bull Wake of Steel 2014
- 3. Munich Mash 2016
- 3. O’Neill Wake the Line 2016 Freestyle Weltmeisterschaft
- 1. Boardstock Australia 2019
- 1. POOLTASTIC WAKEBOARD CONTEST[17]
- 5.–7. Hamburg Wake Capitol[18] 2021
- 1. Munich Mash Gold[19][20][21]
- 5. WWA Wake Park World Championships (Weltmeisterschaft)
- 2. Munich Mash Silber 2023[22]
- 1. Munich Mash Team Contest Gold Winner zusammen mit Liam Peacock

## Privat
Nico von Lerchenfeld lebt in Köln und ist verheiratet. Seine Frau Nane ist Künstlerin und Filmerin. Die beiden haben zwei Söhne.